# قائمة أعضاء المدة النيابية الثانية عشرة لمجلس النواب التونسي
تحتوي هذه المقالة على قائمة أعضاء المدة النيابية الثانية عشرة في مجلس النواب التونسي والبالغ عددهم 214 نائبا موزعين حسب الدوائر الانتخابية.

## المكتب

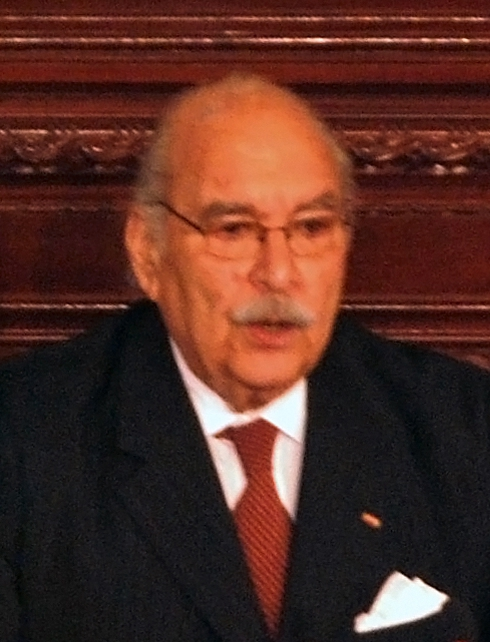
فؤاد المبزع الرئيس التجمع الدستوري الديمقراطي
الصحبي القروي النائب الأول التجمع الدستوري الديمقراطي
حبيبة المصعبي النائبة الثانية التجمع الدستوري الديمقراطي

## الأعضاء

### عند بداية المجلس

التوزيع حسب الكتل.

| الكتلة/الأحزاب | الكتلة/الأحزاب                | المقاعد |  |
| -------------- | ----------------------------- | ------- |  |
|                | التجمع الدستوري الديمقراطي    | 161     |  |
|                |                               |         |  |
|                | حركة الديمقراطيين الاشتراكيين | 16      |  |
|                |                               |         |  |
|                | حزب الوحدة الشعبية            | 12      |  |
|                |                               |         |  |
|                | الاتحاد الديمقراطي الوحدوي    | 9       |  |
|                |                               |         |  |
|                | الحزب الاجتماعي التحرري       | 8       |  |
|                |                               |         |  |
|                | حزب الخضر للتقدم              | 6       |  |
|                |                               |         |  |
|                | حركة التجديد/المبادرة         | 2       |  |
|                |                               |         |  |
| الإجمالي       | الإجمالي                      | 214     |  |

## الأعضاء الدائرة الانتخابية

### دائرة تونس الأولى الانتخابية
| الصورة | الحزب                         | الاسم              |
| ------ | ----------------------------- | ------------------ |
|        | التجمع الدستوري الديمقراطي    | فؤاد المبزع        |
|        | التجمع الدستوري الديمقراطي    | الهادي الجيلاني    |
|        | التجمع الدستوري الديمقراطي    | محمد الحبيب ثامر   |
|        | التجمع الدستوري الديمقراطي    | مسعودة هلالي       |
|        | التجمع الدستوري الديمقراطي    | محمد الدامي        |
|        | التجمع الدستوري الديمقراطي    | محمد أنيس شوشان    |
|        | التجمع الدستوري الديمقراطي    | فوزي اللومي        |
|        | التجمع الدستوري الديمقراطي    | راضية بن سلطان     |
|        | حركة الديمقراطيين الاشتراكيين | محمد رجاء ليتيم    |
|        | حزب الوحدة الشعبية            | هشام الحاجي        |
|        | الحزب الاجتماعي التحرري       | محمد أنيس الأرياني |
|        | الاتحاد الديمقراطي الوحدوي    | محمد نزار قاسم     |

### دائرة تونس الثانية الانتخابية
| الصورة | الحزب                         | الاسم               |
| ------ | ----------------------------- | ------------------- |
|        | التجمع الدستوري الديمقراطي    | محمد كمال الصالحي   |
|        | التجمع الدستوري الديمقراطي    | محمد الفاضل المولهي |
|        | التجمع الدستوري الديمقراطي    | نجاة الطرابلسي      |
|        | التجمع الدستوري الديمقراطي    | هدى بيزيد           |
|        | التجمع الدستوري الديمقراطي    | محمد صخر الماطري    |
|        | التجمع الدستوري الديمقراطي    | إيمان الصيد         |
|        | التجمع الدستوري الديمقراطي    | صلاح الدين بن فرج   |
|        | حركة الديمقراطيين الاشتراكيين | إسماعيل بولحية      |
|        | حزب الوحدة الشعبية            | الحبيب بوشويشة      |
|        | الحزب الاجتماعي التحرري       | العربي بنعلي        |

### دائرة أريانة الانتخابية
| الصورة | الحزب                         | الاسم          |
| ------ | ----------------------------- | -------------- |
|        | التجمع الدستوري الديمقراطي    | كمال الشريقي   |
|        | التجمع الدستوري الديمقراطي    | عزيزة حتيرة    |
|        | التجمع الدستوري الديمقراطي    | سيدة العقربي   |
|        | التجمع الدستوري الديمقراطي    | أبو بكر زخامة  |
|        | التجمع الدستوري الديمقراطي    | هالة حفصة      |
|        | التجمع الدستوري الديمقراطي    | الصادق السعفي  |
|        | التجمع الدستوري الديمقراطي    | المنجي العكاري |
|        | حركة التجديد/المبادرة         | طارق الشعبوني  |
|        | حركة الديمقراطيين الاشتراكيين | حسن ليتيم      |
|        | حزب الوحدة الشعبية            | سميرة الشواشي  |
|        | الحزب الاجتماعي التحرري       | محسن عون       |
|        | الاتحاد الديمقراطي الوحدوي    | أحمد الغندور   |

### دائرة منوبة الانتخابية
| الصورة | الحزب                      | الاسم                |
| ------ | -------------------------- | -------------------- |
|        | التجمع الدستوري الديمقراطي | علي سلامة            |
|        | التجمع الدستوري الديمقراطي | صالح الطبرقي         |
|        | التجمع الدستوري الديمقراطي | ريم دريوش الشواشي    |
|        | التجمع الدستوري الديمقراطي | محمد السويح          |
|        | التجمع الدستوري الديمقراطي | مصطفى المديني        |
|        | التجمع الدستوري الديمقراطي | زينب بن حسين         |
|        | الاتحاد الديمقراطي الوحدوي | نوال الهميسي         |
|        | حزب الخضر للتقدم           | عيشة بن سعيد الخماسي |

### دائرة بن عروس الانتخابية
| الصورة | الحزب                         | الاسم                 |
| ------ | ----------------------------- | --------------------- |
|        | التجمع الدستوري الديمقراطي    | الناصر الغربي         |
|        | التجمع الدستوري الديمقراطي    | عبد الله العبعاب      |
|        | التجمع الدستوري الديمقراطي    | زهرة دريرة            |
|        | التجمع الدستوري الديمقراطي    | الطاهر شنقل           |
|        | التجمع الدستوري الديمقراطي    | يوسف بن الآغا         |
|        | التجمع الدستوري الديمقراطي    | سعاد الشرقي           |
|        | التجمع الدستوري الديمقراطي    | هند العلاني           |
|        | التجمع الدستوري الديمقراطي    | عبد المجيد بلحاج يحيى |
|        | التجمع الدستوري الديمقراطي    | عواطف بوغنيم          |
|        | حركة الديمقراطيين الاشتراكيين | محمد المنجي كتلان     |
|        | حزب الخضر للتقدم              | فاتن الشرقاوي         |

### دائرة بنزرت الانتخابية
| الصورة | الحزب                      | الاسم               |
| ------ | -------------------------- | ------------------- |
|        | التجمع الدستوري الديمقراطي | محمد شرف الدين قلوز |
|        | التجمع الدستوري الديمقراطي | سعيد الطاهر لسود    |
|        | التجمع الدستوري الديمقراطي | سنية القابسي        |
|        | التجمع الدستوري الديمقراطي | كمال الذوادي        |
|        | التجمع الدستوري الديمقراطي | حافظ السحباني       |
|        | التجمع الدستوري الديمقراطي | علي الطياشي         |
|        | التجمع الدستوري الديمقراطي | سميرة عبد المولي    |
|        | التجمع الدستوري الديمقراطي | بسمة العطاوي        |
|        | حزب الوحدة الشعبية         | فوزي جراد           |

### دائرة نابل الانتخابية
| الصورة | الحزب                         | الاسم                |
| ------ | ----------------------------- | -------------------- |
|        | التجمع الدستوري الديمقراطي    | الصحبي يوسف          |
|        | التجمع الدستوري الديمقراطي    | هدى بوفائد دهان      |
|        | التجمع الدستوري الديمقراطي    | سهام تيرة            |
|        | التجمع الدستوري الديمقراطي    | علي قربصلي           |
|        | التجمع الدستوري الديمقراطي    | محمود الحجري         |
|        | التجمع الدستوري الديمقراطي    | عبد القادر الحداد    |
|        | التجمع الدستوري الديمقراطي    | محمد الطرابلسي       |
|        | التجمع الدستوري الديمقراطي    | الحبيب بوجبل         |
|        | التجمع الدستوري الديمقراطي    | طارق بن عثمان        |
|        | التجمع الدستوري الديمقراطي    | عفيفة غانمي          |
|        | التجمع الدستوري الديمقراطي    | نور الدين العريبي    |
|        | حركة الديمقراطيين الاشتراكيين | محمد الصحبي بودربالة |
|        | الاتحاد الديمقراطي الوحدوي    | فتحي الخميري         |
|        | حزب الخضر للتقدم              | توفيق رمضان          |

### دائرة زغوان الانتخابية
| الصورة | الحزب                         | الاسم          |
| ------ | ----------------------------- | -------------- |
|        | التجمع الدستوري الديمقراطي    | خالد بن الطاهر |
|        | التجمع الدستوري الديمقراطي    | الناصر الشنوفي |
|        | التجمع الدستوري الديمقراطي    | نعيمة القلمامي |
|        | حركة التجديد/المبادرة         | عادل الشاوش    |
|        | حركة الديمقراطيين الاشتراكيين | مكرم القرقني   |

### دائرة باجة الانتخابية
| الصورة | الحزب                         | الاسم               |
| ------ | ----------------------------- | ------------------- |
|        | التجمع الدستوري الديمقراطي    | محمد الهادي الجلاصي |
|        | التجمع الدستوري الديمقراطي    | محمد بن يحيى        |
|        | التجمع الدستوري الديمقراطي    | الصحبي السلطاني     |
|        | التجمع الدستوري الديمقراطي    | مصطفى منصوري        |
|        | التجمع الدستوري الديمقراطي    | منى الطويل          |
|        | حركة الديمقراطيين الاشتراكيين | عبد الكريم خلوي     |
|        | الحزب الاجتماعي التحرري       | خليفة الطرابلسي     |
|        | الاتحاد الديمقراطي الوحدوي    | العربي مقايدي       |

### دائرة الكاف الانتخابية
| الصورة | الحزب                      | الاسم             |
| ------ | -------------------------- | ----------------- |
|        | التجمع الدستوري الديمقراطي | رضا بوعجينة       |
|        | التجمع الدستوري الديمقراطي | كمال البناني      |
|        | التجمع الدستوري الديمقراطي | محي الدين السلامي |
|        | التجمع الدستوري الديمقراطي | الصالحة زغلامي    |
|        | الحزب الاجتماعي التحرري    | محسن خالدي        |
|        | حزب الخضر للتقدم           | المنجي الخماسي    |

### دائرة سليانة الانتخابية
| الصورة | الحزب                      | الاسم            |
| ------ | -------------------------- | ---------------- |
|        | التجمع الدستوري الديمقراطي | محمد الجويني     |
|        | التجمع الدستوري الديمقراطي | منجي الهمامي     |
|        | التجمع الدستوري الديمقراطي | حنان مستور       |
|        | التجمع الدستوري الديمقراطي | محمد فتحي العوني |
|        | حزب الوحدة الشعبية         | وسيلة العياري    |

### دائرة جندوبة الانتخابية
| الصورة | الحزب                         | الاسم                |
| ------ | ----------------------------- | -------------------- |
|        | التجمع الدستوري الديمقراطي    | محمد المولدي العياري |
|        | التجمع الدستوري الديمقراطي    | رجاء الكلاعي         |
|        | التجمع الدستوري الديمقراطي    | مختار السوداني       |
|        | التجمع الدستوري الديمقراطي    | فتحية مسلمي غنيمي    |
|        | التجمع الدستوري الديمقراطي    | علي بن عمر           |
|        | التجمع الدستوري الديمقراطي    | حفيظ الرحوي          |
|        | التجمع الدستوري الديمقراطي    | محمد البوزيدي        |
|        | حركة الديمقراطيين الاشتراكيين | الطيب محسني          |
|        | حزب الوحدة الشعبية            | رمزي البوسليمي       |
|        | الاتحاد الديمقراطي الوحدوي    | عبد الوهاب الإينوبلي |

### دائرة القيروان الانتخابية
| الصورة | الحزب                         | الاسم             |
| ------ | ----------------------------- | ----------------- |
|        | التجمع الدستوري الديمقراطي    | محسن التميمي      |
|        | التجمع الدستوري الديمقراطي    | خيار الدين الذهبي |
|        | التجمع الدستوري الديمقراطي    | حمدة الكناني      |
|        | التجمع الدستوري الديمقراطي    | محمد المهدواني    |
|        | التجمع الدستوري الديمقراطي    | أيمن نقرة         |
|        | التجمع الدستوري الديمقراطي    | عارم الرياشي      |
|        | التجمع الدستوري الديمقراطي    | نجوى بن عامر      |
|        | التجمع الدستوري الديمقراطي    | سكينة الكعبي      |
|        | التجمع الدستوري الديمقراطي    | حذامي الحاجي      |
|        | حركة الديمقراطيين الاشتراكيين | علي بن سعيد       |
|        | حزب الوحدة الشعبية            | خالد الزمرلي      |
|        | الاتحاد الديمقراطي الوحدوي    | عبد الوهاب مالوش  |

### دائرة سوسة الانتخابية
| الصورة | الحزب                      | الاسم              |
| ------ | -------------------------- | ------------------ |
|        | التجمع الدستوري الديمقراطي | الصحبي القروي      |
|        | التجمع الدستوري الديمقراطي | أحمد السعيدي       |
|        | التجمع الدستوري الديمقراطي | الهاشمي الوحشي     |
|        | التجمع الدستوري الديمقراطي | رضا بوعرقوب        |
|        | التجمع الدستوري الديمقراطي | نسيمة السوسي       |
|        | التجمع الدستوري الديمقراطي | سميرة بعيزيق       |
|        | التجمع الدستوري الديمقراطي | عايدة مرجان        |
|        | التجمع الدستوري الديمقراطي | بوراوي بن حسين     |
|        | التجمع الدستوري الديمقراطي | علي بن الحاج مبارك |
|        | حزب الوحدة الشعبية         | الأصمر الصويد      |
|        | حزب الخضر للتقدم           | رمزي الخليفي       |

### دائرة المنستير الانتخابية
| الصورة | الحزب                      | الاسم             |
| ------ | -------------------------- | ----------------- |
|        | التجمع الدستوري الديمقراطي | محمد قرصان        |
|        | التجمع الدستوري الديمقراطي | عمر بن الحاج صالح |
|        | التجمع الدستوري الديمقراطي | عبد العزيز شبيل   |
|        | التجمع الدستوري الديمقراطي | سعيد يوسف         |
|        | التجمع الدستوري الديمقراطي | منية بوزويتة      |
|        | التجمع الدستوري الديمقراطي | عليا عكارة        |
|        | التجمع الدستوري الديمقراطي | عثمان بن عثمان    |
|        | التجمع الدستوري الديمقراطي | الناصر العابد     |

### دائرة المهدية الانتخابية
| الصورة | الحزب                         | الاسم            |
| ------ | ----------------------------- | ---------------- |
|        | التجمع الدستوري الديمقراطي    | محمد منير جبارة  |
|        | التجمع الدستوري الديمقراطي    | عامر بن عبد الله |
|        | التجمع الدستوري الديمقراطي    | دليلة بن عمر     |
|        | التجمع الدستوري الديمقراطي    | مبروك العيوني    |
|        | التجمع الدستوري الديمقراطي    | الحبيب عزوز      |
|        | التجمع الدستوري الديمقراطي    | يامنة الماجري    |
|        | حركة الديمقراطيين الاشتراكيين | زينب بن زاكور    |
|        | حزب الوحدة الشعبية            | توفيق بوهلال     |

### دائرة القصرين الانتخابية
| الصورة | الحزب                      | الاسم                 |
| ------ | -------------------------- | --------------------- |
|        | التجمع الدستوري الديمقراطي | يحي علوي              |
|        | التجمع الدستوري الديمقراطي | المنعم شعباني         |
|        | التجمع الدستوري الديمقراطي | عثمان فارحي           |
|        | التجمع الدستوري الديمقراطي | منوبية غضباني         |
|        | التجمع الدستوري الديمقراطي | مبروك خشناوي          |
|        | التجمع الدستوري الديمقراطي | لطفي المحمدي          |
|        | التجمع الدستوري الديمقراطي | فاطمة الزهراء القاسمي |

### دائرة سيدي بوزيد الانتخابية
| الصورة | الحزب                         | الاسم          |
| ------ | ----------------------------- | -------------- |
|        | التجمع الدستوري الديمقراطي    | الأزهر الضيفي  |
|        | التجمع الدستوري الديمقراطي    | عبد الرزاق ضي  |
|        | التجمع الدستوري الديمقراطي    | سنية عوني      |
|        | التجمع الدستوري الديمقراطي    | نسرين السايبي  |
|        | التجمع الدستوري الديمقراطي    | محمد العليبي   |
|        | التجمع الدستوري الديمقراطي    | التهامي الهاني |
|        | حركة الديمقراطيين الاشتراكيين | منعم أحمدي     |
|        | الحزب الاجتماعي التحرري       | روضة السايبي   |

### دائرة قفصة الانتخابية
| الصورة | الحزب                         | الاسم              |
| ------ | ----------------------------- | ------------------ |
|        | التجمع الدستوري الديمقراطي    | عبد الله بن جنات   |
|        | التجمع الدستوري الديمقراطي    | منور خميلة         |
|        | التجمع الدستوري الديمقراطي    | جمال سالم          |
|        | التجمع الدستوري الديمقراطي    | عبد الحميد القادري |
|        | التجمع الدستوري الديمقراطي    | جميلة مبروكي       |
|        | حركة الديمقراطيين الاشتراكيين | مبروك فطيمة        |
|        | الحزب الاجتماعي التحرري       | بوجمعة اليحياوي    |
|        | الاتحاد الديمقراطي الوحدوي    | إبراهيم حفايضية    |

### دائرة توزر الانتخابية
| الصورة | الحزب                         | الاسم          |
| ------ | ----------------------------- | -------------- |
|        | التجمع الدستوري الديمقراطي    | علي جدي        |
|        | التجمع الدستوري الديمقراطي    | شاكر عيساوي    |
|        | حركة الديمقراطيين الاشتراكيين | فيصل بغدادي    |
|        | حزب الوحدة الشعبية            | عبد الله رويسي |

### دائرة صفاقس الأولى الانتخابية
| الصورة | الحزب                      | الاسم         |
| ------ | -------------------------- | ------------- |
|        | التجمع الدستوري الديمقراطي | نبيلة قويعة   |
|        | التجمع الدستوري الديمقراطي | نعيمة اللواتي |
|        | التجمع الدستوري الديمقراطي | محمد الزعيبي  |
|        | التجمع الدستوري الديمقراطي | علي بنعون     |
|        | التجمع الدستوري الديمقراطي | جمال التومي   |
|        | التجمع الدستوري الديمقراطي | عادل الجربوعي |
|        | حزب الوحدة الشعبية         | منير العيادي  |
|        | الاتحاد الديمقراطي الوحدوي | لطفي بنمبارك  |

### دائرة صفاقس الثانية الانتخابية
| الصورة | الحزب                         | الاسم              |
| ------ | ----------------------------- | ------------------ |
|        | التجمع الدستوري الديمقراطي    | محمد عبد الملك     |
|        | التجمع الدستوري الديمقراطي    | نبيل التريكي       |
|        | التجمع الدستوري الديمقراطي    | بوبكر العش         |
|        | التجمع الدستوري الديمقراطي    | آمنة بن مصطفى      |
|        | التجمع الدستوري الديمقراطي    | عبد اللطيف الزياني |
|        | التجمع الدستوري الديمقراطي    | إكرام مقني         |
|        | التجمع الدستوري الديمقراطي    | فاتن الحفيان       |
|        | التجمع الدستوري الديمقراطي    | عبد الجواد مغيث    |
|        | حركة الديمقراطيين الاشتراكيين | امحمد الدلنسي      |

### دائرة قابس الانتخابية
| الصورة | الحزب                      | الاسم                  |
| ------ | -------------------------- | ---------------------- |
|        | التجمع الدستوري الديمقراطي | الطاهر مسعودي          |
|        | التجمع الدستوري الديمقراطي | روضة عزيز              |
|        | التجمع الدستوري الديمقراطي | عبد المجيد حميدي       |
|        | التجمع الدستوري الديمقراطي | عزالدين إسميطي         |
|        | التجمع الدستوري الديمقراطي | السيدة ناصفي بوعبدالله |
|        | حزب الوحدة الشعبية         | زهير الحاج سالم        |
|        | الحزب الاجتماعي التحرري    | جمال الدين بن يحي      |
|        | حزب الخضر للتقدم           | خديجة مبزعية           |

### دائرة مدنين الانتخابية
| الصورة | الحزب                         | الاسم          |
| ------ | ----------------------------- | -------------- |
|        | التجمع الدستوري الديمقراطي    | حبيبة المصعبي  |
|        | التجمع الدستوري الديمقراطي    | توفيق الصيد    |
|        | التجمع الدستوري الديمقراطي    | مها بن الهوشات |
|        | التجمع الدستوري الديمقراطي    | هشام الباسي    |
|        | التجمع الدستوري الديمقراطي    | محمد لطفي عمر  |
|        | التجمع الدستوري الديمقراطي    | عبد الله ونيسي |
|        | التجمع الدستوري الديمقراطي    | الكوني شندول   |
|        | حركة الديمقراطيين الاشتراكيين | عمر ليتيم      |

### دائرة تطاوين الانتخابية
| الصورة | الحزب                         | الاسم                |
| ------ | ----------------------------- | -------------------- |
|        | التجمع الدستوري الديمقراطي    | سعيد العيادي بوعجيلة |
|        | التجمع الدستوري الديمقراطي    | محمد البشير دربال    |
|        | حركة الديمقراطيين الاشتراكيين | رضا بن حسين          |

### دائرة قبلي الانتخابية
| الصورة | الحزب                      | الاسم             |
| ------ | -------------------------- | ----------------- |
|        | التجمع الدستوري الديمقراطي | نصر الدين العزابي |
|        | التجمع الدستوري الديمقراطي | مختار الجليدي     |

## مقالات ذات صلة
- مجلس النواب (تونس)
- الانتخابات التشريعية التونسية 2009

## روابط خارجية
- مداولات مجلس النواب في المدة النيابية الثانية عشر في الجلسة عدد 1 لسنة 2009، مجلس نواب الشعب.
- بي دي إف  قائمة النواب في مداولات مجلس النواب في المدة النيابية الثانية عشر في الجلسة عدد 1 لسنة 2009[وصلة مكسورة].